# Marianna Rebičová
Marianna Rebičová (født 15. august 1993 i Michalovce, Slovakiet) er en kvindelig slovakisk håndboldspiller som spiller for RK Krim og Slovakiets kvindehåndboldlandshold.